# Vespella de Gaià
Vespella de Gaià (spanisch Vespella) ist eine katalanische Gemeinde mit 506 Einwohnern (Stand: 2024) in der Provinz Tarragona im Nordosten Spaniens. Sie liegt in der Comarca Tarragonès. 

## Geographische Lage
Vespella de Gaià liegt etwa 18 Kilometer nordöstlich vom Stadtzentrum von Tarragona und knapp 100 Kilometer westsüdwestlich von Barcelona in einer Höhe von ca. 190 m. Der Río Gayá begrenzt die Gemeinde im Westen.

## Bevölkerungsentwicklung
| Jahr      | 1970 | 1981 | 1991 | 2001 | 2011 | 2021 |
| Einwohner | 70   | 81   | 83   | 204  | 415  | 458  |

## Sehenswürdigkeiten
- Burgruine
- Michaeliskirche (Iglesia de San Miquel)

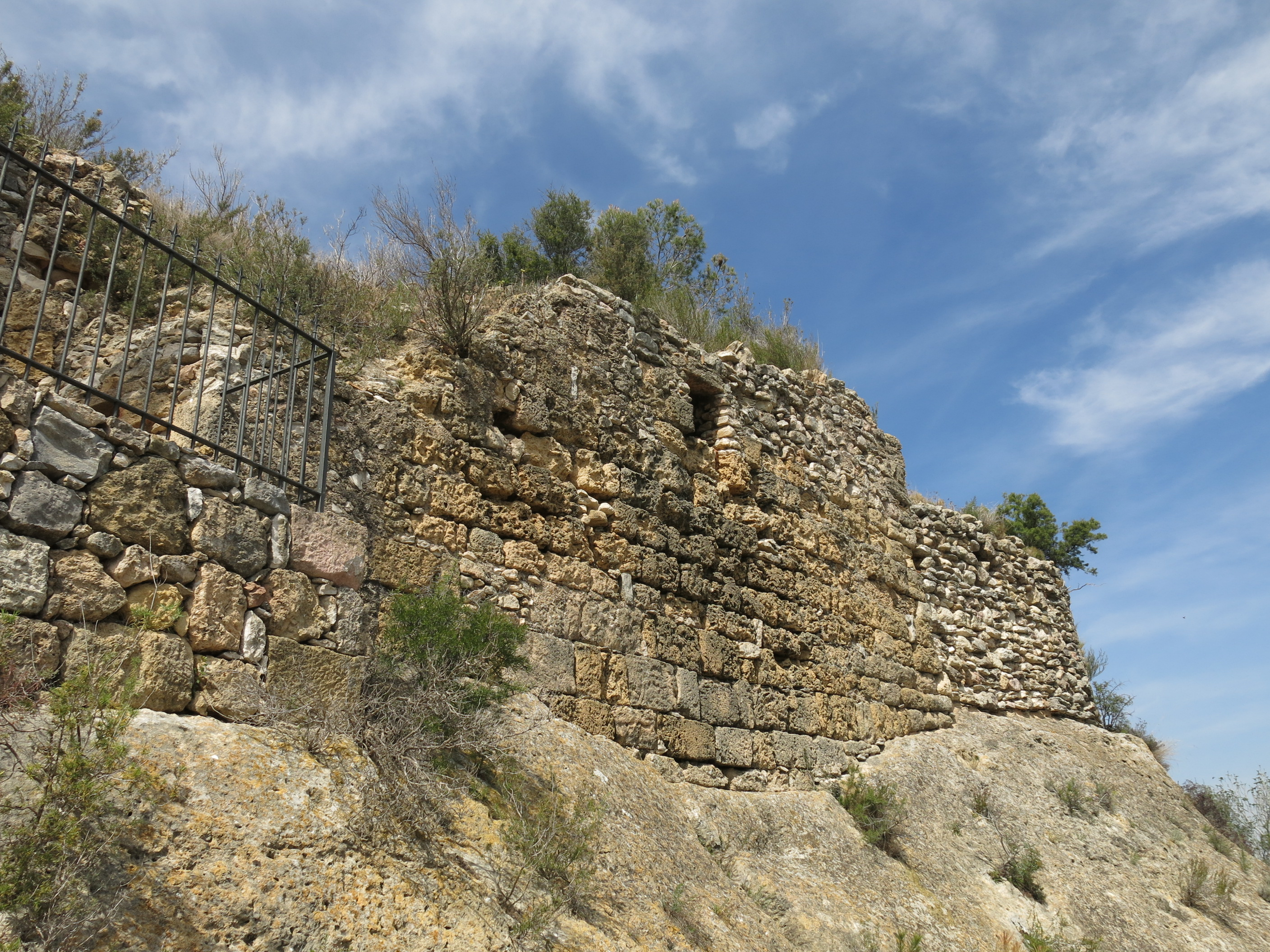
Reste der Burganlage
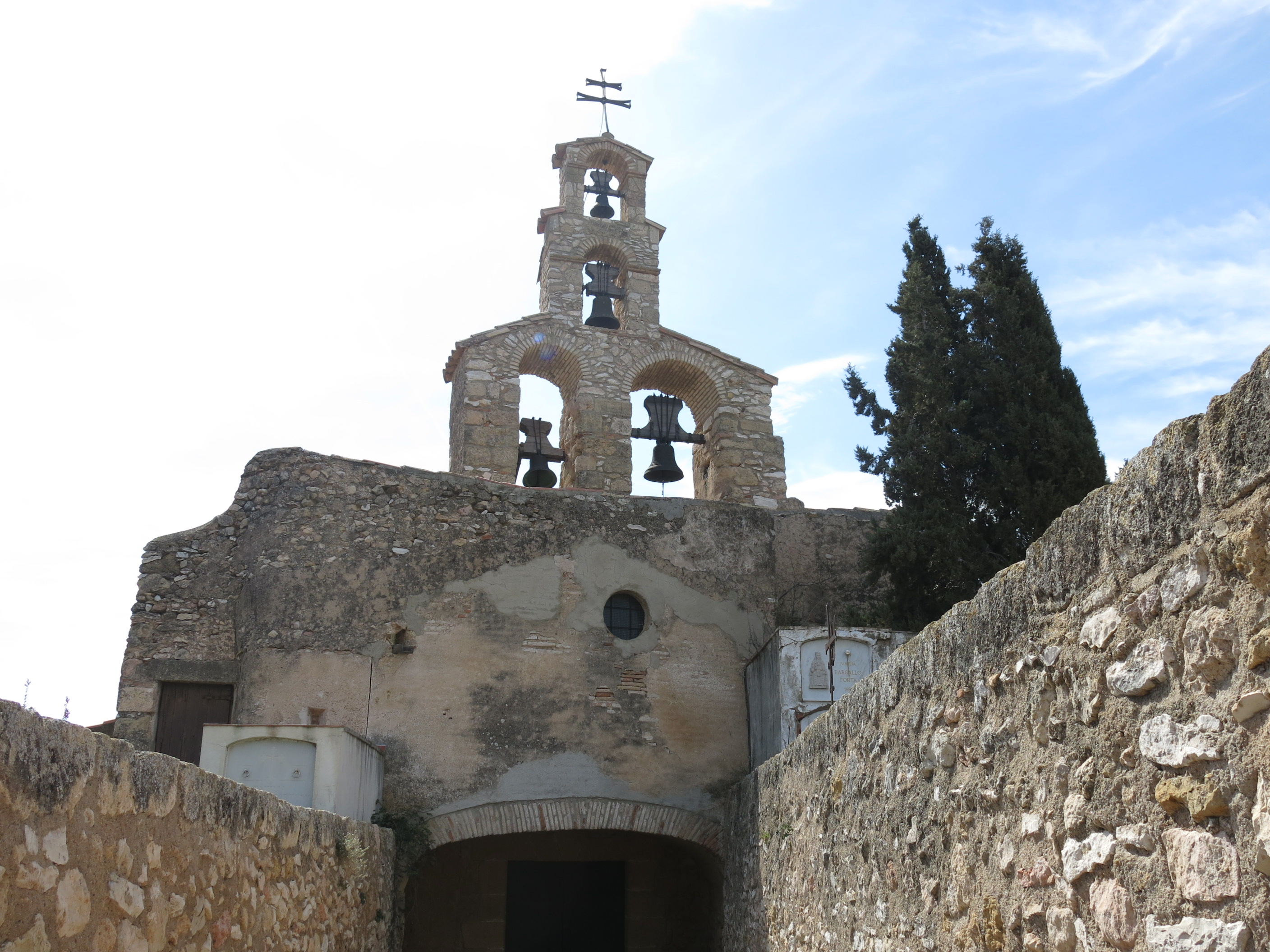
Michaeliskirche

## Persönlichkeiten
- Alejandro Cao de Benós (* 1974), Repräsentant der Volksrepublik Nordkorea, gesucht vom FBI wegen Sanktionsbruchs